# Il mistero del diamante blu
Il mistero del diamante blu (Le Mystère du diamant bleu) è un'opera teatrale di Hergé e Jacques Van Melkebeke, tratto dalla seconda parte del fumetto I sigari del faraone dello stesso Hergé. La pièce ha per protagonista Tintin e gli eventi narrati si collocano tra quelli raccontati ne Il granchio d'oro e La stella misteriosa.

## Trama
Palazzo Pedakhore, India. Il Maharaja sta ricevendo i suoi ospiti: l'ambasciatore della Syldavia il conte Koulansky, il dottor Nicholson e la moglie e l'archeologo Chippendale e la moglie. Un telegramma annuncia l'arrivo di Tintin, con grande gioia del conte: Tintin è infatti considerato un eroe nazionale in Syldavia, dopo i fatti narrati Lo scettro di Ottokar. La festa del Maharaja comprende intrattenimenti vari come l'ipnotista Caudebathimouva Thoubva e un elaborato balletto tradizionale indiano, al termine del quale l'aristocratico vuole mostrare ai suoi ospiti il leggendario diamante blu. 
Ma la pietra preziosa è misteriosamente scomparso e Tintin deduce che il ladro si deve trovare tra gli ospiti. Dupont e Dupond investigano senza successo e Tintin propone che tutti gli ospiti viaggino con lui a bordo della Rampura alla volta di Syldavia. Sulla Rampura, Tintin interroga tutti i sospettati e scopre che uno dei servi del Maharaha è fuggito: manda allora un telegramma a Syldavia, nella speranza che errivi prima dello sbarco dei protagonisti. Il telegramma ottiene il risultato sperato e Tintin cattura il ladro nella sala medievale dello Château de Syldavie.

## Storia delle rappresentazioni
La pièce debuttò al Théâtre Royal des Galeries di Bruxelles il 15 aprile 1941, con la regia di Paul Riga. La commedia ottenne un grande successo di pubblico: Hergé scrisse l'atto centrale, mentre Jacques Van Melkebeke scrisse il primo e il terzo; il testo dell'opera è andato perduto.